# Orchidantha holttumii
Orchidantha holttumii är en enhjärtbladig växtart som beskrevs av Kai Larsen. Orchidantha holttumii ingår i släktet Orchidantha och familjen Lowiaceae. Inga underarter finns listade.